# Český lev 1996
Český lev 1996 je 4. ročník výročních cen České filmové a televizní akademie Český lev.
| Cena                                     | Jméno               | Film              |
| ---------------------------------------- | ------------------- | ----------------- |
| Nejlepší film                            | —                   | Kolja             |
| Nejlepší režie                           | Jan Svěrák          | Kolja             |
| Nejlepší hlavní ženský herecký výkon     | Libuše Šafránková   | Kolja             |
| Nejlepší vedlejší ženský herecký výkon   | Veronika Žilková    | Zapomenuté světlo |
| Nejlepší hlavní mužský herecký výkon     | Boleslav Polívka    | Zapomenuté světlo |
| Nejlepší vedlejší mužský herecký výkon   | Andrej Chalimon     | Kolja             |
| Nejlepší scénář                          | Zdeněk Svěrák       | Kolja             |
| Nejlepší kamera                          | František A. Brabec | Král Ubu          |
| Nejlepší hudba                           | Luboš Fišer         | Král Ubu          |
| Nejlepší střih                           | Alois Fišárek       | Kolja             |
| Nejlepší zvuk                            | Radim Hladík ml.    | Zapomenuté světlo |
| Nejlepší výtvarný počin                  | Jindřich Goetz      | Král Ubu          |
| Dlouholetý umělecký přínos českému filmu | Jiří Menzel         | —                 |
| Nejlepší zahraniční film                 | —                   | Trainspotting     |
| Divácky nejúspěšnější film               | —                   | Den nezávislosti  |
| Plyšový lev                              | —                   | Už                |
| Cena čtenářů časopisu Cinema             | —                   | Kolja             |
| Cena filmových kritiků                   | —                   | Kolja             |